# Janne Lundström
Pour les articles homonymes, voir Lundström.
Janne Lundström (né Jan Lundström le 16 mars 1941 à Simrishamn) est un scénariste de bande dessinée et écrivain jeunesse suédois. Il s'est d'abord fait connaître comme scénariste des versions suédoises du Fantôme avant de devenir un auteur jeunesse reconnu. Il est marié à Gallie Eng (sv).

## Distinctions
- 1979 : Diplôme Adamson pour sa contribution à la bande dessinée suédoise
- 1990 : Bourse 91:an
- 2001 : Prix Nils Holgersson pour Morbror Kwesis vålnad
- 2010 : Prix Kulla-Gulla
- 2012 : Prix Unghunden pour sa contribution à la bande dessinée jeunesse en Suède